# Olexandr Zavarov
Olexandr Zavarov (ucraïnès: Олександр Анатолійович Заваров)  (Luhansk, 26 d'abril de 1961) és un exfutbolista ucraïnès de la dècada de 1980.
Fou 41 cops internacional amb la selecció soviètica. Pel que fa a clubs, defensà els colors de FC Dinamo de Kíiv i Juventus FC.